# 紫福村
紫福村（しぶきそん）は、山口県阿武郡にあった村。現在の萩市紫福にあたる。

## 地理
- 山岳：紫雲山、嶽山、鍋山、三ヶ岳、戸板ヶ平、猿ヶ山

## 歴史
- 1889年（明治22年）4月1日 - 町村制の施行により、近世以来の紫福村が単独で自治体を形成。
- 1955年（昭和30年）4月1日 - 福川村と合併して福栄村が発足。同日紫福村廃止。